# Tour de Colombie 1985
La 35e édition du Tour de Colombie a lieu du 7 au 17 juin 1985. La Vuelta a Colombia - Colmena 1985 (nom officiel) est une course à étapes, remportée par le Colombien Luis Herrera. Il empoche ainsi son deuxième Tour de Colombie. La compétition est composée de treize étapes.

## Classement général
Le classement des dix premiers au classement général (avec celui du meilleur étranger) :
| Classement final | Classement final              | Classement final | Classement final | Classement final   |
|                  | Coureur                       | Pays             | Équipe           | Temps              |
| ---------------- | ----------------------------- | ---------------- | ---------------- | ------------------ |
| 1er              | Luis Herrera                  | Colombie         | Colpatria        | en 38 h 11 min 9 s |
| 2e               | Fabio Parra                   | Colombie         | Varta-Renault    | + 33 s             |
| 3e               | Manuel Ignacio Gutiérrez (es) | Colombie         | Joyerías Felipe  | + 5 min 3 s        |
| 4e               | Manuel Cárdenas (es)          | Colombie         | Joyerías Felipe  | + 6 min 27 s       |
| 5e               | Israel Corredor               | Colombie         | Joyerías Felipe  | + 7 min 20 s       |
| 6e               | Antonio Agudelo               | Colombie         | Varta-Renault    | + 9 min 3 s        |
| 7e               | Alirio Chizabas (es)          | Colombie         | Apuestas Rueda   | + 9 min 19 s       |
| 8e               | Óscar de Jesús Vargas         | Colombie         | Joyerías Felipe  | + 10 min 51 s      |
| 9e               | Alfonso Flórez                | Colombie         | Colpatria        | + 11 min 54 s      |
| 10e              | Cristóbal Pérez               | Colombie         | Apuestas Rueda   | + 12 min 23 s      |
| 25e              | Vicente Belda                 | Espagne          | Kelme            | + 29 min 44 s      |
| modifier         |                               |                  |                  |                    |